# Ánh xạ

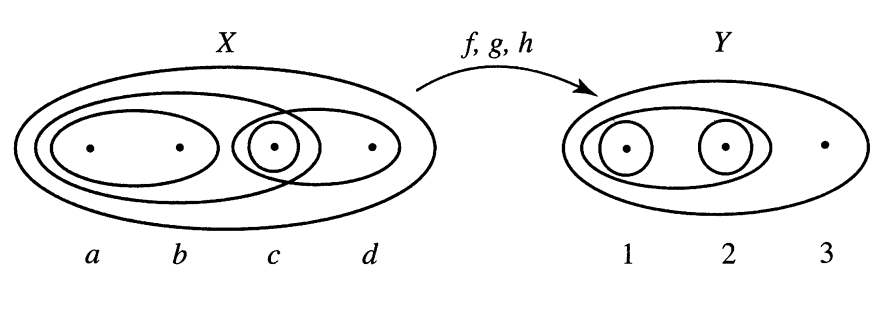
Ánh xạ liên tục giữa hai topo

Trong toán học, ánh xạ (Tiếng Anh: mapping/ Tiếng Hán:映射) là một khái niệm chỉ quan hệ hai ngôi giữa hai tập hợp liên kết mỗi  phần tử của tập hợp đầu tiên (được gọi là tập nguồn) với đúng một phần tử của tập hợp thứ hai (được gọi là tập đích). Tập nguồn và tập đích không nhất thiết phải là tập số thực hay tập con của tập số thực mà hoàn toàn có thể là tập hợp của các vector, hàm giải tích, biến ngẫu nhiên, ... Nói cách khác, một ánh xạ biểu hiện một quy tắc hay thao tác biến đổi toán học nhất định từ một phần tử trên một không gian (tập hợp) sang đúng một phần tử (thường được gọi là ảnh) trên không gian (tập hợp) thứ hai. Các ánh xạ có thể là toàn ánh, đơn ánh hoặc song ánh phụ thuộc vào tính chất của ảnh trên tập hợp thứ hai, và có thể được thể hiện bởi các toán tử, ký hiệu toán học hoặc các phép toán từ sơ cấp tới cao cấp. Chẳng hạn, phép biến đổi Laplace là một ánh xạ từ tập chứa các hàm trên miền thời gian sang tập chứa các hàm trên miền tần số phức thông qua một phép biến đổi bằng tích phân. Hay một ma trận thường được sử dụng để thể hiện một ánh xạ tuyến tính giữa hai không gian Euclide.
Khi hai tập hợp là hai tập số thực hoặc tập con của số thực, ánh xạ giữa hai tập này thường được gọi là hàm số. Điều đó có nghĩa là hàm số được coi như một trường hợp đặc biệt của ánh xạ.

## Định nghĩa toán học
Một ánh xạ f từ một tập hợp X vào một tập hợp Y (ký hiệu {\displaystyle f:X\to Y}) là một quy tắc cho mỗi phần tử x {\displaystyle \in } X tương ứng với một phần tử xác định y {\displaystyle \in } Y, phần tử y được gọi là ảnh của phần tử x, ký hiệu {\displaystyle y=f(x)}, nghĩa là {\displaystyle \forall x\in X,\exists !y\in Y,y=f(x)}.
Tập X được gọi là tập nguồn, tập Y được gọi là tập đích.
Với mỗi {\displaystyle y\in Y}, tập con của X gồm các phần tử, có ảnh qua ánh xạ f bằng y, được gọi là tạo ảnh của phần tử y qua f, ký hiệu là {\displaystyle f^{-1}(y)}. Ta có{\displaystyle f^{-1}(y)=\{x\in X|f(x)=y\}}.
Với mỗi tập con {\displaystyle A\subset X}, tập con của Y gồm các phần tử là ảnh của {\displaystyle x\in A} qua ánh xạ f được gọi là ảnh của tập A ký hiệu là f(A). Ta có{\displaystyle f(A)=\{f(x)|x\in A\}}.
Với mỗi tập con {\displaystyle B\subset Y}, tập con của X gồm các phần tử x có ảnh {\displaystyle f(x)\in B} được gọi là tạo ảnh của tập B ký hiệu là {\displaystyle f^{-1}(B)}. Ta có{\displaystyle f^{-1}(B)=\{x\in X|f(x)\in B\}}.
Trong tương quan với khái niệm quan hệ, ta cũng có thể định nghĩa:
Một ánh xạ {\displaystyle {\mathcal {F}}} từ tập X vào tập Y là một quan hệ {\displaystyle {\mathcal {F}}} từ X vào Y thoả mãn điều kiện: mọi phần tử {\displaystyle x\in X} đều có quan hệ {\displaystyle {\mathcal {F}}} với một và chỉ một phần tử {\displaystyle y\in Y}.

## Vài tính chất cơ bản
- Ảnh của một tập hợp rỗng là một tập hợp rỗng

{\displaystyle A=\emptyset \,\Leftrightarrow f(A)=\emptyset }
- Ảnh của tập hợp con là tập hợp con của ảnh

{\displaystyle A\subset B}{\displaystyle \Rightarrow f(A)\subset f(B)}
- Ảnh của phần giao nằm trong giao của phần ảnh

{\displaystyle f(A\cap B)\subset f(A)\cap f(B)}
- Ảnh của phần hợp là hợp của các phần ảnh

{\displaystyle f(A\cup B)=f(A)\cup f(B)}

## Toàn ánh, đơn ánh và song ánh
- Toàn ánh là ánh xạ từ X vào Y trong đó ảnh của X là toàn bộ tập hợp Y. Khi đó người ta cũng gọi f là ánh xạ từ X lên Y[3]

{\displaystyle f(X)=Y}
hay
{\displaystyle \forall y\in Y,\exists x\in X:f(x)=y}
- Đơn ánh là ánh xạ khi các phần tử khác nhau của X cho các ảnh khác nhau trong Y. Đơn ánh còn được gọi là ánh xạ 1-1 vì tính chất này.[4]

{\displaystyle \forall x_{1},x_{2}\in X:x_{1}\neq x_{2}\Rightarrow f(x_{1})\neq f(x_{2})}
hay
{\displaystyle \forall x_{1},x_{2}\in X:f(x_{1})=f(x_{2})\Rightarrow x_{1}=x_{2}}
- Song ánh là ánh xạ vừa là đơn ánh, vừa là toàn ánh. Song ánh vừa là ánh xạ 1-1 và vừa là ánh xạ "onto" (từ X lên Y).[3]

## Một số ánh xạ đặc biệt
- Ánh xạ không đổi (ánh xạ hằng): là ánh xạ từ X vào Y sao cho mọi phần tử x {\displaystyle \in } X đều cho ảnh tại một phần tử duy nhất {\displaystyle y_{0}} {\displaystyle \in } Y.
- Ánh xạ đồng nhất: là ánh xạ từ X vào chính X sao cho với mọi phần tử x trong X, ta có f(x)=x.[4]
- Ánh xạ nhúng: là ánh xạ f từ tập con {\displaystyle X\subset Y} vào Y cho f(x)= x với mọi {\displaystyle x\in X} (cũng được gọi là đơn ánh chính tắc).[4] Khi đó ta ký hiệu f: X {\displaystyle \hookrightarrow } Y. Một quan niệm khác về ánh xạ nhúng là: nếu {\displaystyle f:X\to Y} là đơn ánh, khi xem f chỉ là ánh xạ từ X vào tập con {\displaystyle f(X)\subset Y}, f sẽ là song ánh. Lúc đó ta có tương ứng 1-1 giữa X với f(X) nên có thể thay thế các phần tử của tập con {\displaystyle f(X)\subset Y} bằng các phần tử của tập X. Việc này được gọi là nhúng X vào Y bằng đơn ánh f.

## Các phép toán

### Ánh xạ hợp
Cho hai ánh xạ {\displaystyle f:X\to Y} và {\displaystyle g:Y\to Z}. Hợp của hai ánh xạ f, g, ký hiệu là {\displaystyle g\circ f} là ánh xạ từ X vào Z, xác định bởi đẳng thức {\displaystyle (g\circ f)(x)=g(f(x))} (cũng được gọi là tích ánh xạ của f và g).
Một số tính chất của ánh xạ hợp
- Nếu {\displaystyle (g\circ f)} là đơn ánh thì f là đơn ánh.
- Nếu {\displaystyle (g\circ f)} là toàn ánh thì g là toàn ánh.
- Nếu {\displaystyle (g\circ f)} là song ánh thì f và g đều là song ánh.

### Ánh xạ nghịch đảo
Cho ánh xạ {\displaystyle f:X\to Y}là song ánh. Nếu tồn tại  ánh xạ {\displaystyle g:Y\to X} sao cho
{\displaystyle \forall x\in X:(g\circ f)(x)=x}
{\displaystyle \forall y\in Y:(f\circ g)(y)=y}
thì g được gọi là nghịch đảo, hay ánh xạ ngược, của f, ký hiệu là {\displaystyle f^{-1}}.
Ánh xạ f có nghịch đảo khi và chỉ khi f là song ánh.

### Ánh xạ thu hẹp
Cho ánh xạ {\displaystyle f:X\to Y} và một tập con {\displaystyle E\subset X}. Ánh xạ thu hẹp của {\displaystyle f} về {\displaystyle E} là một ánh xạ từ {\displaystyle E} vào {\displaystyle Y}, ký hiệu {\displaystyle f|_{E}}, xác định bởi đẳng thức {\displaystyle f|_{E}(x)=f(x)}. Ánh xạ thu hẹp là duy nhất.

### Ánh xạ mở rộng
Cho ánh xạ {\displaystyle f:X\to Y} và một tập hợp {\displaystyle F} sao cho {\displaystyle X\subset F}. Một ánh xạ mở rộng của {\displaystyle f} tới {\displaystyle F} là một ánh xạ {\displaystyle {\tilde {f}}} từ {\displaystyle F} vào {\displaystyle Y} sao cho {\displaystyle \forall x\in X:{\tilde {f}}(x)=f(x)}. Nói chung, với mỗi ánh xạ đã cho, có nhiều ánh xạ mở rộng khả dĩ.

## Các khái niệm ánh xạ khác (dịch từ tiếng Anh)
- Ánh xạ xạ ảnh
- Canonical map Ánh xạ chính tắc
- Classifying map Ánh xạ phân loại
- Ánh xạ bảo giác: ánh xạ bảo toàn độ lớn của các góc, nghĩa là góc giữa các tiếp tuyến với hai đường cong bất kì (tại giao điểm của chúng) bằng góc giữa các tiếp tuyến với các ảnh của hai đường đó (tại giao điểm tương ứng). Một hàm song chỉnh hình là một ánh xạ bảo giác.
- Ánh xạ không đổi
- Ánh xạ tiếp lên
- Ánh xạ liên tục:
  - Ánh xạ f từ x0 {\displaystyle \in } X lên Y sao cho với mỗi lân cận W của f(x0) đều tồn tại lân cận V của x0 trong X (V {\displaystyle \subset } X) sao cho f(V) {\displaystyle \subset } W được gọi là ánh xạ liên tục tại x0 lên Y
  - Ánh xạ Y = f(X) được gọi là ánh xạ liên tục từ X vào Y nếu nó liên tục với mọi x {\displaystyle \in } X
- Ánh xạ đồng phôi: f:X→Y là ánh xạ song ánh, liên tục và ánh xạ ngược {\displaystyle f^{-1}} cũng liên tục. Khi đó X và Y được gọi là hai không gian, hai tập hợp đồng phôi hay tương đương tô pô
- Contour map Phương ánh các đường nằm ngang
- Contraction mapping ánh xạ co là ánh xạ của không gian mêtric vào chính nó, sao cho khoảng cách giữa hai điểm bất kì bị giảm đi qua ánh xạ đó. Người ta chứng minh rằng, nếu không gian mêtric là đủ thì mỗi ánh xạ co bao giờ cũng có một và chỉ một điểm bất động x, tức là F(x) = x
- Equivariant map Ánh xạ đẳng biến
- Evaluation map Ánh xạ định giá
- Excission map Ánh xạ cắt
- Fibre map Ánh xạ phân thớ, ánh xạ các không gian phân thớ
- Identification map Ánh xạ đồng nhất hoá
- Inclusion map Ánh xạ nhúng chìm
- Interior map Ánh xạ trong
- Involutory map Ánh xạ đối hợp
- Light map Ánh xạ chuẩn gián đoạn (khắp nơi có các điểm gián đoạn)
- Lowering map Ánh xạ hạ thấp
- Regular map Ánh xạ chính quy
- Simplicial map Ánh xạ đơn hình
- Tensor map Ánh xạ tenxơ
- Affine mapping Ánh xạ afin
- Analytic mapping Ánh xạ giải tích
- Bicontinuous mapping Ánh xạ song liên tục
- Chain mapping Ánh xạ chuỗi, ánh xạ dây chuyền
- Closed mapping Ánh xạ đóng: f:X→Y được gọi là ánh xạ đóng nếu với mọi tập A đóng {\displaystyle \in } X đều có f(A) là tập đóng trong Y
- Open mapping Ánh xạ mở: f:X→Y được gọi là ánh xạ mở nếu với mọi tập A mở {\displaystyle \in } X đều có f(A) là tập mở trong Y
- Diferentiable mapping Ánh xạ khả vi
- Epimorphic mapping Ánh xạ toàn hình
- Homomorphous mapping Ánh xạ đồng cấu
- Homotopic mapping Ánh xạ đồng luân
- Ánh xạ đẳng cự
- Isotonic mapping Ánh xạ bảo toàn thứ tự
- Ánh xạ tuyến tính
- Meromorphic mapping Ánh xạ phân hình
- Monomorphic mapping Ánh xạ đơn cấu
- Monotone mapping Ánh xạ đơn điệu
- Non-alternating mapping Ánh xạ không thay phiên
- Norm-preserving mapping Ánh xạ bảo toàn chuẩn
- One-to-one mapping Ánh xạ một-một, hai chiều, (song ánh)
- Perturbation mapping Ánh xạ lệch
- Preclosed mapping Ánh xạ tiền đóng
- Pseudoconformal mapping Ánh xạ giả bảo giác
- Quasi-conformal mapping Ánh xạ tựa bảo giác
- Quasi-open mapping Ánh xạ tựa mở
- Rational mapping Ánh xạ hữu tỷ
- Sense-preserving mapping Ánh xạ bảo toàn chiều
- Slit mapping Ánh xạ lên miền có lát cắt trong
- Starlike mapping Ánh xạ hình sao
- Symplectic mapping Ánh xạ đối ngẫu ximplectic
- Topological mapping Ánh xạ tô pô
- Univalent mapping Ánh xạ đơn diệp